# Elderia
Elderia is een geslacht van vliesvleugeligen uit de familie Pteromalidae. De wetenschappelijke naam van dit geslacht is voor het eerst geldig gepubliceerd in 1977 door Hedqvist.

## Soorten
Het geslacht Elderia is monotypisch en omvat slechts de volgende soort:
- Elderia suecica Hedqvist, 1977